# Kościół Niepokalanego Poczęcia Najświętszej Maryi Panny w Maniowie Wielkim
Kościół Niepokalanego Poczęcia NMP w Maniowie Wielkim – zabytkowy kościół we wsi Maniów Wielki.
Kościół rzymskokatolicki, parafialny należący do parafii Niepokalanego Poczęcia NMP w Maniowie Wielkim. W świątyni znajdują się epitafia, m.in.:
- Elisabeth von Loeben (zm. 1606), żony Apsolona von Lesota, z herbami:
  - ojcowskimi, po lewej, von: Loeben, Czirn, x, Gellhorn,
  - matczynymi, po prawej, von: Kottwitz, Nibelschütz, Bischofswerdt, Schachner.
- Georga von Seidlitz, żonatego Anną von Bedaw, z herbami:
  - ojcowskimi, po lewej, von: Seidlitz,  Seidlitz, Seidlitz,  Profer
  - matczynymi, po prawej, von: Logau, Schindel, Reinsberg, Seidlitz.
- Anny von Bedaw (zm. 1610), żony Geroga von Seidlitz, z herbami:
  - ojcowskimi, po lewej, von: Bedaw, Zedlitz,  Schweinichen, Reichaw,
  - matczynymi, po prawej, von: Schindel, Landsckron, Paczensky, Kreischelwitz.
- Evy von Zeschen (zm. 1616), żony Christofa von Reichaw, z herbami:
  - ojcowskimi, po lewej, von: Zeschen, Schreibersdorf, Schweinichen, Logau,
  - matczynymi, po prawej, von: Eicke, Schindel, Schlewitz, Axleben.
- Christofa von Reichaw (zm. 1626), z herbami:
  - ojcowskimi, po lewej, von: Reichaw, X, Zedlitz
  - matczynymi, po prawej, von: Seidlitz, Seidlitz, Seidlitz.
- Christofa von Schindel z Tczipenckowicz (zm. 1551), z herbami:
  - ojcowskimi, po lewej, von: Schindel, Czirn,
  - matczynymi, po prawej, von: Schindel, Seidlitz.
- Barbary von Redern (zm. 1568), żony Abrahama von Schindel, z herbami:
  - ojcowskimi, po lewej, von: Redern, Schindel,
  - matczynymi, po prawej, von: Üchtritz, Zedlitz.
- chłopiec von Borschnitz, z herbami:
  - ojcowskimi, po lewej, von: Borschnitz, Lestwitz
  - matczynymi, po prawej, von: Schindel, Reichaw.
- córka (zm. 1592) Albrichta von Seidlitz, z herbami:
  - ojcowskimi, po lewej, von: Seidlitz, Heide, Gellhorn,  Pfeil.
  - matczynymi, po prawej, von: Seidlitz, Seidlitz, Profer,  Seidlitz.
- Henseleina von Lesota (zm. 1602), syna Absolona von Lesota, z herbami:
  - ojcowskimi, po lewej, von: Lesota, Lest, Schwihow, Pogrell,
  - matczynymi, po prawej, von: Loebel, Kottwitz, Czirn, Nibelschütz[2].